# Кассис, Иньяцио
Иньяцио Кассис (итал. Ignazio Cassis род. 13 апреля 1961, Сесса, Тичино, Швейцария) — швейцарский политик. Член партии «Свободная демократическая партия. Либералы», вошел в Федеральный совет Швейцарии с 1 ноября 2017 года.
С 1 января 2017 года министр иностранных дел Швейцарии. C 1 января по 31 декабря 2021 года вице-президент Швейцарии. Президент Швейцарии с 1 января по 31 декабря 2022 года.

## Биография
Изучал медицину в Цюрихском университете, который окончил в 1987 году. Специализируется на внутренних болезнях и социальной гигиене. Получил степень магистра в области общественного здравоохранения в 1996 году. Присуждена степень доктора медицины в Университете Лозанны (1998).
Родился как гражданин Италии. В 1991 году оформил двойное гражданство Швейцарии и Италии. В 2017 году отказался от итальянского паспорта.
Врач (1988—1996), кантональный врач в Тичино с 1996 по 2008 год, вице-президент швейцарской медицинской ассоциации с 2008 по 2012 год. В швейцарских вооруженных силах он был врачом батальона в штабе горных солдат Тичино, а затем членом штаба главного полевого врача.
Член швейцарского Национального совета с 4 июня 2007 по 30 октября 2017 года (три созыва).
20 сентября 2017 года избран Федеральным Собранием в Федеральный Совет во втором туре, набрав 125 из 244 голосов, став 117-м с 1848 года Федеральным советником.
1 ноября 2017 года вступил в должность главы департамента иностранных дел, сменив на этом посту Дидье Буркхальтера. В конце первой декады декабря 2020 года он на следующий год был избран на пост вице-президента страны. Вступил в должность в первый день 2021 года. Занимался дипломатической организацией (как министр иностранных дел страны места встречи) встречи Байдена и Путина в Женеве летом 2021 года.
В конце ноября 2021 года во время визита в КНР самолет вице-президента и министра иностранных дел был вынужден из-за неисправности сделать вынужденную остановку в Новосибирске и задержаться на сутки в столице России.
8 декабря 2021 года Иньцио Кассис был избран президентом Швейцарии на следующий год. В первый день 2022 года он приступил к исполнению обязанностей. Осенью 2022 года, он один из немногих лидеров стран мира посетил Киев, во время военных действий.

## Личная жизнь
Женат на Паоле Родони, живёт в деревне Монтаньоле кантона Тичино.